# 재령강

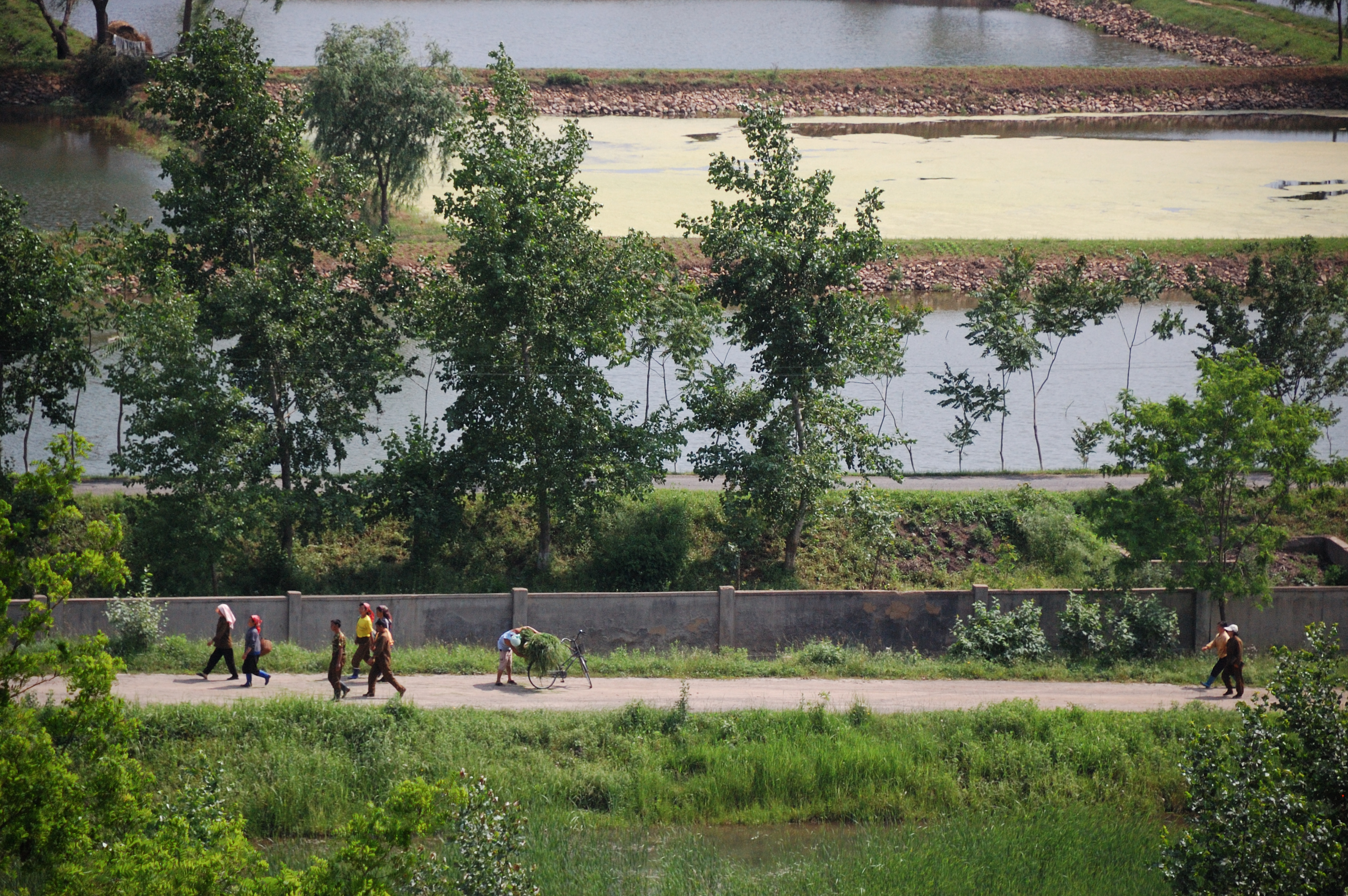

재령강(載寧江)은 재령평야를 관류하는 강으로 그 길이는 129km이고 유역 면적은 3,671km2이다. 황해남도 신천군의 지남산에서 발원하여 북류하다가 송림시 남쪽에서 대동강에 합류한다. 은파천·서흥강·서강 등 지류를 합하여 수량이 연중 풍부하다. 이 강은 한국의 제2의 대평야를 형성하여 관개 수운에 있어서 큰 역할을 한다. 300t급의 배가 38km 상류 상해까지 소항하여 재령철산의 철광을 송림제철소에 운반하고, 또 남포 방면으로 비료·잡화의 운반선 왕래가 빈번했다.